# Gul mandelkremla
Gul mandelkremla (Russula cremeoavellanea) är en svampart som beskrevs av Singer 1936. Gul mandelkremla ingår i släktet kremlor och familjen kremlor och riskor.  Arten är reproducerande i Sverige. Inga underarter finns listade i Catalogue of Life.

## Bildgalleri